# Charles Van Wyck
Charles Van Wyck (Poughkeepsie, 1824. május 10. – Washington, 1895. október 24.) az Amerikai Egyesült Államok szenátora (Nebraska, 1881–1887).